# Carlos Azpúrua
Carlos Azpúrua (Caracas, 1950) es un director y guionista venezolano, conocido por sus películas Amaneció de golpe (1998), Disparen a matar (1990) o Caño Mánamo (1983). Es actualmente el director del Centro Nacional Autónomo de Cinematografía.

## Biografía
Azpúrua ampezó a estudiar sociología, pero dejó la carrera para dedicarse al cine. Aprendió de forma autodidacta y en 1977 rodó su primer documental Yo hablo en Caracas, sobre la degradación del río Amazonas y la aculturación de los indígenas provocada por los evangelizadores protestantes. Luego hizo documentales como Caño Mánamo (1983), Detrás de la noticia (1986), Amazonas, el negocio de este mundo (1986) y Bosque silencioso (1996), todos ellos comprometidos en la defensa de los indígenas venezolanos. 
Su primer largometraje fue Disparan a matar (1991), que obtuvo 18 premios internacionales, fue premiada en el Festival de Huelva y nominada al Goya a la mejor película extranjera de habla hispana de 1993.  Su segundo largometraje, Amaneció de golpe, no lo rodó hasta 1998, con guion de José Ignacio Cabrujas y con que también obtuvo 12 premios internacionales.
En 1989 fue elegido diputado en el Congreso Nacional de Venezuela y nombrado presidente de la Comisión de Cultura. Desde ese cargo impulsó la aprobación de la Ley de Derechos de Autor, de la Ley de Artesanía y de la Ley de la Cinematografía Nacional. Dejó el escaño en 1993. De 1997 a 2001 ha sido Presidente de la Asociación de Autores Cinematográficos (ANAC). Militante de Patria para Todos y declarado partidario de Hugo Chávez, en 2002 fue nombrado Comisionado Especial del Ministro de Educación, Cultura y Deportes para la Reforma de la Ley de la Cinematografía, y en 2003 promovió la creación de la Fundación Festival Iberoamericano de Caracas, que también presidió
En 2004 produjo dos documentales más, La conspiración petrolera y Juan Pablo Pérez Alfonso : el profeta olvidado . En el 2006 rodó su tercer largometraje, Mi vida por Sharon, ¿o qué te ocurre a ti? , protagonizada por el conocido actor de telenovelas Carlos Mata .
En las elecciones parlamentarias de Venezuela de 2015 fue candidato del Gran Polo Patriótico Simón Bolívar por el estado Miranda, pero no logró escaño.  Se produjo una fuerte polémica porque antes de las elecciones Nicolás Maduro ordenó emitir por televisión su película Disparan a matar . 

## Legado
Su película Caño Mánamo (1983) fue votada como una de las mejores películas venezolanas de todos los tiempos en una encuesta de 1987 a 29 expertos organizada por la revista Imagen.También forma parte de una de las 15 películas consideradas patrimonio cinematográfico de Venezuela por la UNESCO, e incluida en el Programa Memoria del Mundo.
Disparen a matar (1990) fue votada como una de las mejores películas venezolanas de todos los tiempos en una encuesta de 2016 de 41 expertos organizada por la Fundación Cinemateca Nacional.

## Filmografía
- Yo hablo a Caracas (documental, 1977)
- La propia gente (documental, 1981)
- Caño Mánamo (documental, 1983)
- Tras la noticia (documental, 1986)
- Amazonas, el negocio de este mundo (documental, 1986)
- Disparan a matar (1991)
- El bosque silencioso (documental, 1996)
- Aliño de golpe (1998)
- La conspiración petrolera (documental, 2004)
- Juan Pablo Pérez Alfonso: el profeta olvidado (documental, 2004)
- Mi vida por Sharon, ¿o qué te pasa a ti? (2006)